# بالگردگاه خیابان ۳۴ شرقی
بالگردگاه خیابان ۳۴ شرقی (به انگلیسی: East 34th Street Heliport) یک فرودگاه همگانی آسفالت با کد یاتا TSS است. این فرودگاه در شهر نیویورک کشور ایالات متحده آمریکا قرار دارد و در ارتفاع ۳ متری از سطح دریا واقع شده‌است.